# Atrubaixka
Atrubaixka (en rus: Атрубашка) és un poble de l'óblast de Pskov, a Rússia, segons el cens del 2000 tenia 12 habitants. Pertany al districte de Gdov.